# Haminoea zelandiae
Haminoea zelandiae es una especie de molusco gasterópodo de la familia Haminoeidae.

## Distribución geográfica
Se encuentra  en Nueva Zelanda.